# 여량중학교
여량중학교(餘糧中學校)는 대한민국 강원특별자치도 정선군 여량면 여량리에 있는 공립 중학교이다.

## 학교 연혁
- 1964년 12월 19일 : 여량중학교 인가(3학급)
- 1965년 5월 25일 : 개교식 (학생 남 26명, 여 9명 계 35명)
- 2025년 1월 3일 : 제58회 졸업식(3명, 졸업생 총수 4,151명)
- 2025년 3월 1일 : 제32대 정민수 교장 취임
- 2025년 3월 4일 : 입학식(신입생 4명)

## 참고 자료
- 여량중학교 - 한국교육학술정보원 학교알리미